# 프테리딘
프테리딘(영어: pteridine)은 6원자 피리미딘 고리와 6원자 피라진 고리가 융합된 두 개의 고리 구조를 가지고 있는 방향족 화합물이다. 프테리딘은 또한 그 구조에 다양한 치환기들을 포함하는 헤테로고리 화합물들의 그룹이기도 하다. 프테린과 플라빈은 다양한 생물학적 역할을 가진 치환된 프테리딘의 부류이다.
|  |

## 같이 보기
- 다이하이드로바이오프테린
- 피라진
- 피리미딘
- 테트라하이드로바이오프테린